# Ulrich Rüde
Ulrich Johannes Heinrich Rüde (* 30. November 1957 in Dachau) ist ein deutscher Mathematiker, Informatiker und Hochschullehrer. Er ist Ordentlicher Professor am Department Informatik der Friedrich-Alexander-Universität Erlangen-Nürnberg. Der Society for Industrial and Applied Mathematics gehört er als Fellow an.

## Leben und Werdegang
Rüde studierte 1978 bis 1982 Mathematik und Informatik an der TU München und bis 1984 Applied Mathematics an der Florida State University, wo er mit einem Master of Science abschloss. 1988 promovierte er bei Christoph Zenger  an der TUM zum Dr. rer. nat. In den Jahren 1989/90 war er mit einem DFG-Forschungsstipendium als Postdoc an der University of Colorado tätig. 1993 habilitierte er sich an der TUM über Informatik und Angewandte Mathematik.
1993 erhielt er einen Ruf als Gastprofessor für Numerische Mathematik an der TU Chemnitz, 1996 als Professor für Angewandte Mathematik und Wissenschaftliches Rechnen an der Universität Augsburg.
Seit 1998 hat er den Lehrstuhl Systemsimulation am Department Informatik der Friedrich-Alexander-Universität Erlangen-Nürnberg inne.
Rüde war mehrmals als Visiting Professor im Ausland tätig, so an der University of Colorado in Boulder, der National University of Singapore und der Université de Rouen. Seit 2016 ist er außerdem Leiter des Parallel Algorithm Team am CERFACS (Centre européen de recherche et de formation avancée en calcul scientifique) in Toulouse.

## Forschungsgebiet
Im Rahmen des Wissenschaftlichen Rechnens kombiniert Rüde Forschungen über Hochleistungsrechnen (unter Einsatz massiver Parallelität), numerische Methoden zu Partiellen Differentialgleichungen, Mehrgitter- und Mehrebenenverfahren. Einen Schwerpunkt seiner Arbeit bildet die Lattice-Boltzmann-Methode.
Rüde ist Mitglied der Competence Unit „Engineering of Advanced Materials“ der FAU.

## Mitgliedschaften und wissenschaftliches Engagement
Rüde ist Associate Editor des Int. J. of Parallel and Emergent Distributed Systems (IJPEDS), des Int. J. of Computational Science and Engineering (IJCSE) und des Journal on Computational Science (JoCS). Von 2005 bis 2010 war er Editor-in-Chief des SIAM Journal on Scientific Computing, 2009 war er Ko-Vorsitzender der SIAM Conference on CS&E. Von 2009 bis 2015 hatte er den Vorsitz (program chair) der Copper Mountain Conference on Multigrid Methods.
Seit 2010 ist Rüde Fellow der Society for Industrial and Applied Mathematics.

## Publikationen (Auswahl)
Rüde hat mehrere hundert wissenschaftliche Arbeiten auf den Gebieten Numerische Mathematik, Modellierung, Simulation und Optimierung veröffentlicht. Zu seinen neueren Arbeiten gehören:
- mit C. Schwarzmeier: Analysis and comparison of boundary condition variants in the free‐surface lattice Boltzmann method. International Journal for Numerical Methods in Fluids. January 2023
- mit A. Buttari, M. Huber, P. Leleux, T. Mary, B. Wohlmuth: Block low-rank single precision coarse grid solvers for extreme scale multigrid methods. Numerical Linear Algebra with Applications, 29(1):e2407, 2022
- mit N. Kohl: Textbook efficiency: massively parallel matrix-free multigrid for the Stokes system. SIAM Journal on Scientific Computing, 44(2):C124–C155, 2022
- mit C. Rettinger: An efficient four-way coupled lattice Boltzmann-discrete element method for fully resolved simulations of particle-laden flows. Journal of Computational Physics, page 110942, 2022